# Calauag (Quezon)
Calauag es un municipio filipino de primera clase, perteneciente a la provincia de Quezon, en la región de Calabarzon.

## Toponimia
El lugar puede aparecer referido como «Calauag» y «Calauay».

## Historia
Hacia mediados del siglo XIX, el lugar, por entonces unido al de Apad, tenía contabilizada una población de 220 habitantes, repartidos en 36 casas. Aparece descrito en el primer volumen del Diccionario geográfico, estadístico, histórico de las Islas Filipinas (1850) de Manuel Buzeta Núñez y Felipe Bravo con las siguientes palabras:

CALAUAY ó CALAUAG: pueblo que forma jurisd. civil y ecl. con el de Apad, y entre ambos tienen cura y gobernadorcillo, en la isla de Luzon, prov. de Tayabas, dióc. del ob. de Nueva-Cáceres; sit. en los 125° 47' 30" long., 14° 5' lat., en la costa N. de la prov., entre dos rios que desaguan á corta dist. en el mar, en una pequeña ensenada; hállase en terreno desigual, sobre una llanrua que se estiende al N. E., defendido de los vientos del N. E. y S. O., con un clima templado y saludable; tiene como unas 36 casas, en general de sencilla construccion, pudiéndose distinguir entre ellas únicamente como mas notables, la casa parroquial y la llamado tribunal ó de justicia, donde se halla la carcel. Hay escuela de primeras letras, á la que concurren los niños de ambos pueblos, y está dotada de los fondos de comunidad; é igl. parr. de buena fábrica, servida por un cura secular. Próximo á esta se halla el cementerio, que es bastante capaz y ventilado. Comunícase con los pueblos inmediatos por medio de caminos regulares, y recibe de la cabecera el correo semanal establecido en la isla. El term. confina por E. con la cordillera de montañas, que se dirige de S. á N. en el estremo oriental de la prov.; por N. E. con el de su adjunto Apad; por N. y N. O. con el mar, y por S. con el de Talolon, visita de Gumaca. El terreno por E. y O. es montuoso; por S. presenta buenas cañadas formadas por varios rios, y tiene al N. E. un hermoso llano. En sus montes se crian hermosas maderas de construccion, ébano, tíndalo, banaba, molavin, naga, etc., muchas clases de palmas y bejucos; caza mayor, como búfalos, javalíes, venados, muchos gallos y tórtolas, é innumerables enjambres de abejas, que depositan abundante miel y cera en cuantos sitios les ofrecen el necesario abrigo; tambien se sacan de estos montes mucha pez, brea y alquitran. En el terreno reducido á cultivo las principales prod. son, arroz, caña dulce, añil, algodon, trigo, café, cacao y pimienta. Tambien hay abundantes cocos, mangas y otros muchos géneros de frutas, y se crian muchas verduras y legumbres. Los naturales, ademas de la agricultura, se dedican á varios ramos de ind.; crian muchos animales domésticos, ganado vacuno, caballar y de cerda: los caballos son muy estimados por tener los cascos mas duros que los de otros puntos de la isla: de sus cocos y otras clases de palmas y árboles sacan vino, aceite, bonote y brea. Tambien hacen buenos tejidos de algodon y abacá, aunque este ramo, así como todos los demas pertenecientes al beneficio de los productos agrícolas, es aun en tan corta consideracion, y en tanto atraso, como es propio de un pueblo de tan reducido vecindario. El comercio consiste en la corta estraccion del sobrante de sus productos. pobl. 220 alm., 72 trib., que ascienden á 720 rs. plata, equivalentes á 1,800 rs. vn.
(Buzeta y Bravo, 1850, pp. 461-462)

En 2020, tenía censados 71 809 habitantes.